# Pomacentrinae
Pomacentrinae là một phân họ cá biển thuộc họ Cá thia. Phân họ này có 21 chi và 200 loài.

## Các chi
Các chi sau thuộc phân họ Pomacentrinae:
- Abudefduf Forsskål, 1775
- Amblyglyphidodon Bleeker, 1877
- Amblypomacentrus Bleeker, 1877
- Cheiloprion M.C.W Weber, 1913
- Chrysiptera Swainson, 1839
- Dischistodus Gill, 1863
- Hemiglyphidodon Bleeker, 1877
- Hypsypops Gill, 1861
- Mecaenichthys Whitley, 1929
- Microspathodon Günther, 1862
- Neoglyphidodon Allen, 1991
- Neopomacentrus Allen, 1975
- Nexilosus Heller và Snodgrass, 1903
- Parma Günther, 1862
- Plectroglyphidodon Fowler & Ball, 1924
- Pomacentrus Lacépède, 1802
- Pomachromis Allen & Randall, 1974
- Pristotis Rüppell, 1838
- Similiparma Hensley, 1986
- Stegastes Jenyns, 1840
- Teixeirichthys J.L.B. Smith, 1953